# Ulica Kobierzyńska w Krakowie
Ulica Kobierzyńska – ulica w Krakowie, w dzielnicy VIII Dębniki stanowiąca przedłużenie ul. Rydlówka, biegnąca przez osiedle Ruczaj-Zaborze i dalej na południowy zachód aż do skrzyżowania z ulicami dr Józefa Babińskiego i Zawiłą.
Współczesna ulica, o długim i zmieniającym kierunek przebiegu, to dawny trakt o rodowodzie średniowiecznym, prowadzący z Krakowa do ówczesnej podkrakowskiej wsi Kobierzyn. Zwany był wówczas drogą do Kobierzyna. Obecną nazwę ulica otrzymała w 1912.
Przy ulicy znajduje się kilka obiektów użyteczności publicznych (bank, poczta, szkoła podstawowa), targowisko Stara Tandeta, obiekty religijne (parafia rzymskokatolicka pw. Zaśnięcia NMP, kompleks Sal Królestwa Świadków Jehowy)

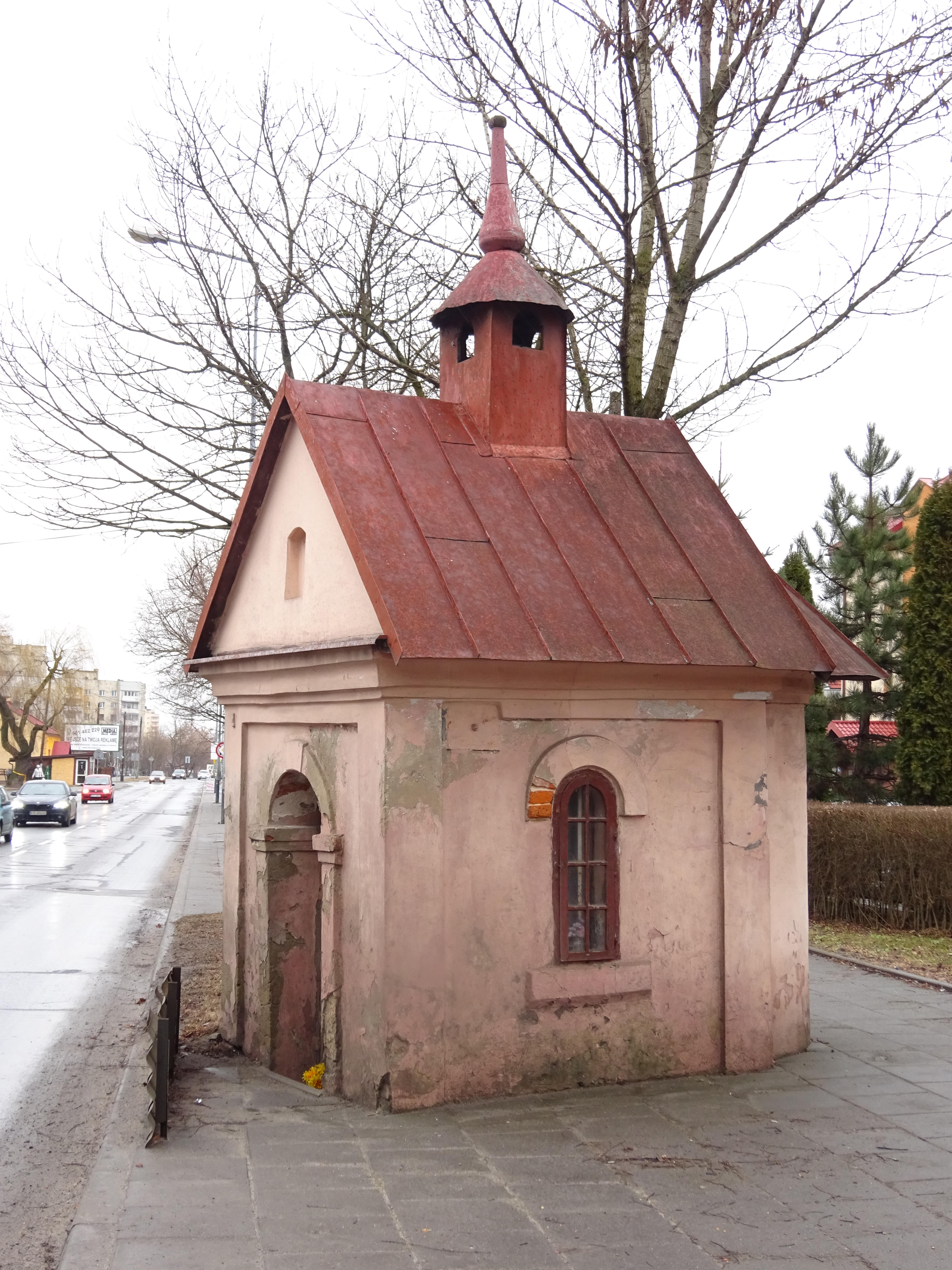
Znajdująca się przy ul. Kobierzyńskiej Kapliczka przydrożna zbudowana w formie miniaturowego kościoła. Widniała już na mapie z 1903 r. Obecnie odsunięta od ulicy i odwrócona rónolegle do niej.

## Obiekty zabytkowe
Do rejestru zabytków wpisane są następujące obiekty przy ul. Kobierzyńskiej:
- rogatka miejska "Na Zakrzówku" z 1920, ul. Kobierzyńska 87, nr rej.: A-667/M z 11.05.2009